# Bir Zajt
Bir Zajt (arab. ‏بيرزيت‎) – miasto położone w muhafazie Ramallah i Al-Bira, w Palestynie. Według danych szacunkowych Palestyńskiego Centralnego Biura Statystycznego w 2016 roku miejscowość liczyła 5796 mieszkańców.